# Guixi
För andra betydelser, se Guixi (olika betydelser).
Guixi, tidigare romaniserat Kweiki, är en stad på häradsnivå som lyder under Yingtans stad på prefekturnivå i Jiangxi-provinsen i sydöstra Kina. Den ligger omkring 140 kilometer öster om provinshuvudstaden Nanchang.